# Liste de poètes persans

## Par ordre alphabétique
- Bassam Kurd[1],[2]
- Abol-Faraj Runi
- Ahmad Chamlou
- Ali Akbar Dehkhoda
- Amiri Firouzkouhi
- Anwari
- Manoutchehr Atachi
- Ebne Yamin
- Attar
- Bijan Taraghi
- Emad Khorasani
- Fereydoun Moshiri
- Zana Lorestani
- Ferdowsi
- Fereydoun Moshiri
- Fereydoon Tavallali
- Furough Farrokhzad
- Hafez
- Homa Sayar
- Jalâl ud Dîn Rûmî
- Kalim Kashani
- Shahri'yâr
- Mehdi Akhavan-Sales
- Mehdi Hamidi Shirazi
- Mirzadeh Eshghi
- Mohamad Ali Bahmani
- Mahmud Shabistari
- Nader Naderpour
- Nima Youchidj
- Nizami
- Obeid Zakani
- Omar Khayyam
- Parvin E'tesami
- Roudaki
- Saadi
- Saeb Tabrizi
- Simin Behbahani
- Sohrab Sepehri
- Vahshi Bafghi

## Autres
- Zebunnissa (1637-1702), fille d'Aurangzeb, nièce de Jahanara
- Jahanara (1614-1681), fille de Shâh Jahân et de Arjumand Bânu Begam